# Паметник костница на връх Средногорец
Паметникът костница на връх Средногорец, известен и като Родопската Шипка, е издигнат в памет на загиналите в боевете при Аламидере на Двадесет и първи пехотен средногорски полк, предвождан от полковник Владимир Серафимов и довели до Освобождението от османска власт на Средните Родопи по време на Балканската война.
Офицерът от село Орехово Никола Попноев създава инициативен комитет за построяване паметник на връх Средногорци. Основният камък на паметника е положен по време на голямо народно тържество – на 31 юли 1932 г., в присъствието на полковник Владимир Серафимов. Строежът му започва на 19 юни 1933 г. Автор на проекта е архитект Михаил Ножаров, а изпълнител е майсторът каменоделец от село Момчиловци хаджи Неделчо Канев. Тържественото му откриване е на 12 август 1934 г. На мястото за построяване на паметника е отслужена панахида и е благословено от осем местни свещеници.
- Архивни снимки от откриването на паметника костница

Паметникът костница се намира в близост до Републикански път III-868 край село Полковник Серафимово. Изградена е маркирана пътека от паметника през хижа „Ловна“ в северна посока за около 1 час се стига до село Влахово в долината на река Черна откъдето може да се продължи към селото и крепостта Подвис.